# Chionaema cruenta
Chionaema cruenta là một loài bướm đêm thuộc phân họ Arctiinae, họ Erebidae.